# Chantal Hagel
Chantal Hagel (sinh ngày 20 tháng 7 năm 1998) là một nữ cầu thủ bóng đá người Đức thi đấu ở vị trí tiền vệ cho câu lạc bộ VfL Wolfsburg và đội tuyển quốc gia Đức.